# تضاريس عنكبوتية (فلك)

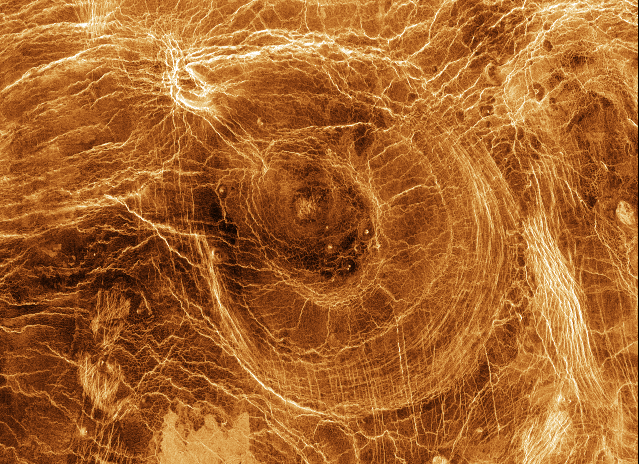
صورة رادارية ملتقطة من مسبار ماجلان لتضاريس عنكبوتية على سطح الزهرة.

في علم الجيولوجيا الكوكبية، التضاريس العنكبوتية (بالإنجليزية: Arachnoid)‏ هي تراكيب كبيرة الحجم تشبه شبكة العنكبوت، يمكن العثور عليهم على سطح كوكب الزهرة فقط ولازال أصل تكونهم غير معروف، تظهر هذه التضاريس بشكل حلقات بيضوية الشكل مرتبطة بشبكة معقدة من التكسرات والشقوق، يمكن أن يصل طولها إلى 200 كـم (120 ميل)، يوجد منها أكثر من 250 تشكيل على سطح الزهرة.
يعتقد أن هذه التكشيلات العنكبوتية لها صلة من نوع ما بالبراكين، لكن من الممكن أن تتكون تضاريس عنكبوتية مشابهة بواسطة عمليات أخرى، أحد التفسيرات المحتملة هو تقلبات الصهارة من باطن الكوكب التي تدفع السطح، مما يسبب تكسرات في القشرة، نظرية أخرى تقترح أنهم بوادر لتشكيل التيجان.